# 生駒市消防本部
生駒市消防本部（いこまししょうぼうほんぶ）は、奈良県生駒市の消防部局（消防本部）。管轄区域は生駒市全域。

## 概要
- 消防本部：奈良県生駒市山崎町4-10
- 管内面積：53.18km2
- 職員定数：137人
- 消防署1か所・分署2か所
- 主力機械（2023年4月1日現在）
  - 普通消防ポンプ自動車：3
  - 水槽付消防ポンプ自動車：2
  - はしご付消防自動車：1
  - 化学消防自動車：1
  - 救急自動車：5
  - 指揮車：1
  - 救助工作車：2
  - 小型動力ポンプ付積載車：3
  - 広報車：4
  - 資器材搬送車：1
  - 自動二輪車：2

## 沿革
- 1966年10月 - 生駒町消防本部が発足。
- 1967年4月 - 生駒町消防署を開設。
- 1970年7月 - 救急業務を開始。
- 1971年11月 - 市制施行に伴い、生駒市消防本部・生駒市消防署に改称。
- 1973年4月 - 東分署を開設。
- 1975年5月 - 北出張所を開設。
- 1980年4月 - 北出張所を北分署に昇格。南分署を開設。
- 1981年9月 - 鹿ノ台分署を開設。
- 2011年3月12日 - 東日本大震災に緊急消防援助隊の奈良県隊の一員として消防職員延べ28名を宮城県山元町に派遣する[1]。
- 2011年9月7日 - 平成23年台風第12号の県内消防応援隊として特別救助隊5名が十津川村に出場する。
- 2014年4月 - 北分署が高山町から北大和に移転。鹿ノ台分署を北分署に統合。
- 2016年4月1日 - 消防広域化の一環として、奈良市消防局に通信指令業務を委託[2]。

## 消防署
| 消防署       | 住所       | 出張所                         |
| ------------ | ---------- | ------------------------------ |
| 生駒市消防署 | 山崎町4-10 | 北：北大和4-22-6 南：小瀬町8-1 |

## 活動中のミス・事故
- 2013年11月 - 救急隊員が受け入れ病院を確認する際に電話を掛け間違え、搬送先を間違えた[3]。
- 2014年2月 - 市内の川に男性が転落したという救助要請があったにもかかわらず、鹿ノ台分署で放送設備のスイッチがオフになっていたため、出動司令が届かなかった[3]。
- 2014年5月2日 - 5月2日午後9時半ごろ「近鉄学研奈良登美ケ丘駅前で男性が倒れた」との119番通報があった。だが、通報を受けた司令職員は、出動場所を「学研北生駒駅」と誤って指示。同駅に到着した救急隊員が男性の姿が見えないことから本部に問い合わせ、間違いが判明。男性は顔や頭に軽いけがを負っており、駆けつけた救急隊に市内の病院へ搬送された[3]。

### 組織による不祥事
- 2013年10月 - 非番の消防署員が市内の自宅近くの畑で雑草を焼いていたところ、隣の雑草地に燃え広がり、消防車が出動する事態となった。だが、同本部は被害が小さいなどとして公表しなかった[3]。

### 職員による不祥事
- 2014年5月 - 男性消防士長（36歳）が、同年1月に大阪市内のカードショップでトレーディングカードが入ったケースを盗んだとして窃盗容疑で摘発されたのを受け、5月14日に停職（6か月）の懲戒処分とした[3]。
- 2019年12月27日 - 南分署の男性消防士（26歳）が、2019年6月28日に奈良県内のホテルにおいて、相手が18歳未満（女子中学生（15））と知りながら、みだらな性行為をしたとして9月10日に奈良県青少年健全育成条例違反容疑で奈良警察署に逮捕された。その後、奈良地方検察庁に書類送検され、11月15日に不起訴処分（起訴猶予）となった。市消防本部は、12月27日、男性消防士を停職（5か月）の懲戒処分とした[4]。